# Michael Jackson (journaliste)
Pour les articles homonymes, voir Jackson et Michael Jackson (homonymie).
Naea Michael Jackson est un journaliste et homme politique niuéen.

## Biographie
Le grand-père paternel de Jackson était anglais.
Dans les années 1970 et 1980, il fut imprimeur et photographe de presse pour le gouvernement. Il publiait le Tohi Tala Niue, le journal hebdomadaire produit par le gouvernement. En 1991, il fonda une entreprise d'imprimerie privée, et, en 1993, il lança le journal hebdomadaire Niue Star, qui est aujourd'hui le seul journal papier du pays. Jackson est le propriétaire du Star, mais aussi son éditeur, son journaliste et son photographe.
En 1993, également, Jackson se porta candidat aux élections législatives, et fut élu député. Il devint par la suite ministre associé,, et demeura député jusqu'en 2008, perdant alors son siège lors des élections,. Il déclara qu’il n’y avait « aucun conflit d’intérêts » au fait qu’il soit journaliste et membre du gouvernement, car « nous avons une loi qui nous empêche, nous députés, de profiter de notre position ».
Il se porta candidat dans la circonscription-village de Hakupu aux élections législatives de mai 2011. Son adversaire, le député sortant, était Young Vivian, ancien premier ministre de 2002 à 2008. Jackson obtint 29 voix, soit 46,8 % des suffrages ; Vivian le devança de quatre voix,. Battu à nouveau en 2014, Jackson est élu député de Hakupu aux élections de mai 2017, obtenant 53,8 % des voix face à Young Vivian. Il perd à nouveau son siège aux élections de mai 2020, n'obtenant que 31 % des voix face au nouveau candidat Richie Mautama (46 %) dans le cadre d'une élection triangulaire.
À Niué, l’homme serait, selon son propre témoignage, mieux connu que son célèbre homonyme américain, Michael Jackson (1958-2009). Lorsque l’île a appris la mort du chanteur, « la plupart des habitants [...] ont pensé que c’était moi qui était mort », a-t-il déclaré.